# بيت العرشي (الرضمة)

تعديل مصدري - تعديل

بيت العرشي محلة تابعة لقرية ذي شعبة، التابعة لعزلة يحير بمديرية الرضمة إحدى مديريات محافظة إب في الجمهورية اليمنية.، بلغ تعداد سكانها 73 حسب تعداد اليمن لعام 2004.